# Jon Finch
Jon Finch (ur. 2 marca 1941 w Caterham, zm. 28 grudnia 2012 w Hastings) – brytyjski aktor teatralny, filmowy i telewizyjny, który stał się znany ze swoich ról szekspirowskich, a także jako Makbet w filmie Romana Polańskiego Tragedia Makbeta (The Tragedy of Macbeth, 1971) i jako Richard Blaney w Alfreda Hitchcocka Szał (Frenzy, 1972).

## Życiorys

### Wczesne lata
Urodził się w mieście Caterham w Surrey jako syn bankiera handlowego. Uczęszczał do Caterham School, niezależnej szkoły w rodzinnym Caterham w Surrey, gdzie mając 13 lat wystąpił po raz pierwszy na scenie. Po opuszczeniu szkoły zrezygnował z oferty miejsca w London School of Economics.
Po zdobyciu doświadczenia w amatorskich grupach teatralnych i występach w zespołach folklorystycznych, w wieku 18 lat rozpoczął służbę wojskową w Parachute Regiment, jednostce powietrznodesantową armii brytyjskiej i pozostał w pułku rezerwy Special Air Service, trenował w weekendy i kilka nocy w tygodniu. Złożył rezygnację z wojska, gdy jego zobowiązania do zadań aktorskich stały się bardziej wymagające i stwierdził z ulgą, że nie musi iść na Borneo podczas Konfrontacji indonezyjsko-malezyjskiej (1963-66).

### Kariera
Początkowo pojawiał się w serialach BBC: Crossroads (1964) jako Gareth Leyton, Z-Cars (1967-68) i science fiction Counterstrike (1969) jako główny bohater Simon King. W 1971 roku miał zagrać rolę detektywa inspektora Napoleona Bonaparte w serialu Boney, jednak wycofał się gdy otrzymał propozycję zagrania roli Richarda Blaneya w dreszczowcu Alfreda Hitchcocka Szał (Frenzy, 1972). Sławę międzynarodową przyniosła mu szekspirowska kreacja Makbeta w filmie Romana Polańskiego Tragedia Makbeta (The Tragedy of Macbeth, 1971).
Wystąpił potem w filmach: Lady Caroline Lamb (1972) jako drugi hrabia Melbourne William Lamb u boku Sarah Miles, Richarda Chamberlaina, Ralpha Richardsona i Laurence’a Oliviera, The Final Programme (1973) w roli tajnego agenta Jerry’ego Corneliusa, Wierna żona (Une femme fidèle, 1976) Rogera Vadima z Sylvią Kristel i Nathalie Delon, a także serialu BBC / ABC dotyczącym australijskiego pierwszego nielegalnego bulwaru Ben Halla (1975).
Otrzymał ofertę zagrania postaci Jamesa Bonda w Żyj i pozwól umrzeć (Live and Let Die, 1973), ale odrzucił tę rolę, którą ostatecznie zagrał Roger Moore. Odrzucił również rolę w ekranizacji powieści Aleksandra Dumasa Trzej muszkieterowie (1973) w reżyserii Richarda Lestera. W 1977 roku Finch był pierwotnie wybrany do roli Doyle’a w serialu brytyjskiej telewizji ITV The Professionals, wycofał się w ostatniej chwili, twierdząc, że „nie mógłby zagrać policjanta”, a propozycję przyjął Martin Shaw.
John Guillermin zaangażował go do roli Jamesa Fergusona w adaptacji powieści Agathy Christie Śmierć na Nilu (Death on the Nil, 1978). Wziął udział w telewizyjnych produkcjach szekspirowskich: Król Ryszard II (King Richard the Second, 1978) jako Henryk IV Lancaster i Król Henryk IV (Henry IV, 1979) jako Henryk IV Burbon, gdzie wystąpili także: Derek Jacobi, John Gielgud i Anthony Quayle. Został obsadzony jako Kane w filmie Ridleya Scotta Obcy – ósmy pasażer Nostromo (Alien, 1979), ale musiał się wycofać z planu filmowego drugiego dnia z powodu ciężkiego epizodu cukrzycowego; jego miejsce zajął John Hurt. W filmie Piotr i Paweł (Peter and Paul, 1981) wystąpił jako Łukasz Ewangelista, a w komedii szekspirowskiej Wiele hałasu o nic (Much Ado About Nothing, 1984) pojawił się jako Don Pedro. 
Był również kierowcą wyścigowym, ale z powodu intensywnej cukrzycy, nigdy nie otrzymał licencji.
W latach 1980–1987 był żonaty z Catrioną MacColl, z którą miał córkę Holly (ur. 1983).
28 grudnia 2012 roku znaleziono go martwego w jego mieszkaniu w Hastings w East Sussex, gdy jego przyjaciele i rodzina zaczęli martwić się o jego życie. Miał 70 lat.

## Filmografia
- The Horror of Frankenstein (1970) jako porucznik Henry Becker
- Wampiryczni kochankowie (The Vampire Lovers, 1970) jako Carl Ebhardt
- Ta przeklęta niedziela (Sunday Bloody Sunday, 1971) jako Scotsman
- Tragedia Makbeta (The Tragedy of Macbeth, 1971) jako Makbet
- Lady Caroline Lamb (1972) jako William Lamb
- Szał (Frenzy, 1972) jako Richard Blaney
- The Final Programme (1973) jako Jerry Cornelius
- Diagnosis: Murder (1975) jako det. insp. Lomax
- Ben Hall (1975) jako Ben Hall
- Wierna żona (Une femme fidèle, 1976) jako Charles De LaPalme
- El segundo poder (1976) jako Juan de Sacramonte
- Dossiers: Danger immédiat (1977) jako David
- Śmierć na Nilu (Death on the Nil, 1978) jako James Ferguson
- Król Ryszard II (King Richard the Second, 1978) jako Henry Bolingbroke
- La Sabina (1979) jako Michael
- Kroniki marsjańskie (The Martian Chronicles, 1980) jako Christ
- Gary Cooper, que estás en los cielos  (1980)
- Breaking Glass (1980) jako Woods
- Piotr i Paweł (Peter and Paul, 1981) jako Łukasz
- Giro City (1982) jako O'Mally
- Doktor Faustus (Doctor Faustus, 1982) jako Adrian Leverkuhn
- Pop Pirates (1984) jako strażnik przybrzeżny
- Wiele hałasu o nic (Much Ado About Nothing, 1984) jako Don Pedro
- The Odd Job Man (1984) jako George Griffin
- Riviera (1987) jako Jeffers
- Tęcza (The Rainbow, 1988) jako wujek Tom
- Stimme, Die (1988) jako Miller
- Plaza Real (1988) jako David
- Unexplained Laughter (1988) jako Finn
- Merlin of the Crystal Cave (1991) jako Vortigern
- Drug-Taking and the Arts (1994) jako Gérard de Nerval
- Przyczajona groza (Lurking Fear, 1994) jako Bennett
- Darklands (1996) jako David Keller
- Bloodlines: Legacy of a Lord (1997) jako Derek Jarvis
- Anazapta (2001) jako sir Walter de Mellerby
- New Tricks (2003) jako Roddy Wringer
- Królestwo niebieskie (Kingdom of Heaven, 2005) jako Patriarcha z Jerozolimy